# Bursera copallifera
Bursera copallifera är en tvåhjärtbladig växtart som först beskrevs av Sesse & Moc. och Dc., och fick sitt nu gällande namn av Arthur Allman Bullock. Bursera copallifera ingår i släktet Bursera och familjen Burseraceae. Inga underarter finns listade i Catalogue of Life.